# オーエスキー病

アメリカ合衆国におけるオーエスキー病抗体の分布状況
■ 存在 ■ 不在

オーエスキー病（オーエスキーびょう、英: Aujeszky's disease）は、ヘルペスウイルス科アルファヘルペスウイルス亜科バリセロウイルス属に属する豚ヘルペスウイルス1型感染を原因とする動物の感染症。豚ヘルペスウイルス1型はウイルス分類学において狂犬病ウイルスと近縁ではないが、臨床症状が狂犬病に似ているため、オーエスキー病は仮性狂犬病（英: pseudorabies）、豚ヘルペスウイルス1型は仮性狂犬病ウイルスとも呼ばれる。オーストラリアを除く養豚の盛んな国ではほとんど発生している。日本でも常在している。
症状は震え、痙攣、四肢硬直、昏睡などの神経症状であるが、程度と経過は日齢により異なり、新生豚では通常72時間以内に死亡する。6ヶ月齢以上では多くは症状を示さない。潜伏感染した豚は必ず抗体を保有しており、生涯抗体が維持されるため、ラテックス凝集反応やELISAにより容易に摘発が可能である。発症豚の組織学所見として非化膿性脳炎および神経節炎が認められる。また、少数ながら病変部白質の神経細胞などに好酸性のCowdry A型核内封入体が認められる。感染回復後に、ウイルスは三叉神経節に潜伏感染し、ストレスにより再活性化する。また、潜伏感染した豚が感染源となる。発症豚は鼻汁、唾液から大量のウイルスを排泄するため、発症豚との直接接触、間接接触により、経口あるいは経気道的に伝播する。妊娠初期に感染すると半数が流産し、妊娠が進んで感染すると、死亡胎子が子宮に貯留して黒子となる。生ワクチンと不活化ワクチンが開発されているが、一般に発症予防効果が不十分であるため、不用意な使用は本疾病の蔓延を助長するおそれがある。このことからワクチンは限定的に使用される。豚ヘルペスウイルス1型はウシ、ヒツジ、イヌ、ネコ、ミンクなどに感染することがあり、致死的経過をとる。